# NGC 1355
NGC 1355 je galaksija u zviježđu Eridan.

## Vanjske poveznice
- SEDS: NGC 1355